# 葛树志
葛树志（1963年9月20日—），男，山东安丘人，新加坡系统科学家，新加坡国立大学电气与计算机工程系终身教授，青岛大学未来研究院院长。中国自动化学会会士、新加坡工程院院士。主要从事机器人系统、非线性控制、智能控制系统研究。

## 生平
1986年获北京航空航天大学学士学位，1993年获英国伦敦帝国学院博士学位。2006年受聘为哈尔滨工程大学客座教授。2007年入选长江学者讲座教授。2010年通过“千人计划”受聘为成都电子科技大学计算机学院教授，并拿到绿卡。他是四川省第一位拿到中国绿卡的海外高层次人才。2017年被批准为山东省引进顶尖人才“一事一议”项目杰出人才，并牵头成立了青岛大学未来研究院，主要研究方向为智能交互与机器人和无人系统。